# معهد المخطوطات العربية
معهد المخطوطات العربية أنشئ سنة 1946م؛ لجمع المخطوطات العربية وفهرستها، وهو تابع لجامعة الدول العربية.

## تاريخ
أسِّس المعهد باسم «معهد إحياء المخطوطات» وكان تابعًا للدائرة الثقافية بالأمانة العامَّة لجامعة الدول العربية، ثم حصل على الاستقلال عنها سنة 1955م. ثم أُلحقَ بالمنظمة العربية للتربية والثقافة والعلوم في طليعة السبعينيات. مقرُّه الأول كان في القاهرة، وبقي إلى سنة 1979م، ثم انتقل إلى تونس حتى مطلع الثمانينيات، ثم إلى الكويت حتى سنة 1990م، وأخيرًا استقرَّ مرَّة أُخرى في القاهرة بداية من عام 1991م حتى اليوم. ومدير المعهد الحالي هو  أ.د. علي عبد الله النعيم.
اعتمد المعهد في بدايته على أعمال كارل بروكلمان وخاصة «تاريخ آداب اللغة العربية» في اختياراته، وأرسل بعَثات إلى عدَّة أقطار لجمع المخطوطات. ويُصدر المعهد مجلة فصلية باسم «مجلة معهد المخطوطات العربية»، إلى جانب نشرة دورية لأخبار التراث العربي. ويقوم بدورات تدريبية متخصِّصة بقضايا المخطوطات.
حصل المعهد على جائزة مجمع الملك سلمان العالمي للغة العربية (فرع أبحاث اللغة العربية/ المؤسسات) عام 2024م.

## وظائف
يُعنى المعهد بالتراث العربي المخطوط؛ جمعًا وصيانةً وترميمًا وفهرسةً وتعريفًا ودراسةً وتوظيفًا وإتاحة.

## مديرو المعهد
الحِقْبة الأولى (القاهرة):
- يوسف العش (1946 - 1950).
- د. صلاح الدين المنجد (1955 - 1961).
- د. مختار الوكيل (1969 - 1970).
- صالح أبو رقيق (1971 - 1974).
- د. حسين محمد نصَّار (1975 - 1976).
- قاسم مهدي الخطاط (1976).

الحِقْبة الثانية (الكويت):
- د. خالد عبد الكريم جمعة (1982 - 1988).
- أ.د. عبد الله بن يوسف الغنيم (1989 - 1990).

الحِقْبة الثالثة (القاهرة):
- أ.د. فيصل الحفيان (2013 – 2020).
- أ.د محمد مصطفى كمال (يناير – أغسطس 2021).
- أ.د. مراد الريفي (سبتمبر 2021- سبتمبر 2024).
- أ.د. علي عبد الله النعيم (الحالي).

## الدول الأعضاء
- الأردن
- الإمارات العربية المتحدة
- البحرين
- تونس
- الجزائر
- السعودية
- السودان
- سوريا
- الصومال
- العراق
- عُمان
- فلسطين
- قطر
- الكويت
- لبنان
- ليبيا
- مصر
- موريتانيا
- المغرب
- اليمن

## طالع أيضًا
- معهد التراث العلمي العربي
- معهد التاريخ العربي والتراث العلمي

## وصلات خارجية
- موقع معهد المخطوطات العربية